# 2. pehotni polk (Italija)
2. pehotni polk Re (izvirno italijansko 2º Reggimento fanteria) je bil pehotni polk (Kraljeve) Italijanske kopenske vojske.

## Zgodovina
Med prvo svetovno vojno je polk deloval na soški fronti. Med drugo svetovno vojno je bil polk med letoma 1941 in 1943 nastanjen v Jugoslaviji.